# Общий род
Общий род — род имени существительного в некоторых языках с грамматическим родом.

## Русский язык
В русском языке к общему роду относят одушевлённые существительные, обозначающие лиц (часто также животных), в зависимости от пола обозначаемого лица согласуемые то по женскому, то по мужскому роду.
Большинство существительных общего рода в русском языке относятся к женскому морфологическому роду, насчитывают около таких 200 слов.  Семантически большинство таких существительных связано с положительными (умница, молодчина, работяга) или отрицательными характеристиками (пьяница, неумеха, задира, грязнуля) или объективными недостатками (сирота, калека).
Также в русском языке присутствуют и слова общего рода со средним морфологическим родом (дитя, чудовище) и несклоняемые существительные.
Слова общего рода женского морфологического рода могут быть образованы суффиксами -ак-(а), -с-(а), -(ин)а, -яг(а), -ыг(а), -ук(а), -ул(я) , -уш(а) (и некоторыми другими): забияка, плакса, жадина, судья, работяга, чинуша, злюка, чистюля.
Особый класс составляют существительные на -ло, иногда относимые исследователями к общему роду.
Кроме того, к общему роду иногда относят усечённые формы личных имён (Валя, Женя, Лера) и неизменяемые фамилии (Старых, Саган, Брегвадзе, Шевченко), а также иностранные слова, обозначающие лиц различного пола (визави, протеже, инкогнито), и несклоняемые сокращения (мининдел, заммэра; при этом сокращения по типу зам. мэра к общему роду не относятся).
В грамматический общий род не включаются слова, сохраняющие грамматический род независимо от обозначаемого лица хотя бы в части случаев. Например слова, обозначающие профессии, распределяются по роду в соответствии с типом окончания независимо от пола обозначаемых ими лиц. Врач, адвокат, хирург относятся к мужскому роду; маникюрша, нянечка, сиделка — к женскому. При этом для слов, обозначающих профессии, в русском литературном языке причастия и обособленные определения согласуются в зависимости от пола обозначаемого лица ("Автор Н. Петрова, уже известная читателям, предложила новую статью", "Предложившая новую статью автор Н. Петрова уже известна читателям"), а необособленные определения ставятся согласно роду в соответствии с типом окончания ( "В журнале «Знамя» появился новый автор Н. Петрова"). Современные русисты (в частности, преподавательница русского языка МГУ им. Ломоносова, доцент Е. С. Кара-Мурза) склонны относить названия профессий к общему роду, либо считают, что это произойдет в будущем. Часть обозначений профессий (например, судья, глава) уже перешли в общий род.
Существительные, обозначающие животных (белка, грач), и существительные в переносном значении могут относиться как к лицам женского, так и к лицам мужского пола (змея, шляпа, тюфяк), а также к общему роду (колибри). Грамматическое значение рода существительного при этом остается неизменным.

## Другие языки
В шведском языке (и в некоторых других скандинавских языках, а также в нидерландском) мужской и женский род слились в один общий род. В результате в языке имеются только средний и общий род.
К общему роду в английском языке иногда относят существительные, которые могут означать одушевленные предметы обоих полов: friend, sheep и др.